# Антон Йоганн Церр
Антон Йоганн Церр (нім. Anton Johannes von Padua Zerr; 10 березня 1849, Францфельд, Лібентальський колоністський округ, Одеський повіт, Херсонська губернія, Російська імперія — 15 грудня 1932, Кандель, Зельцький район, Одеська область, СРСР) — єпископ Тираспольської єпархії Римо-католицької церкви.

## Біографія
Антон Йоганн Церр народився 10 березня 1849 року в німецькій причорноморської колонії Францфельд (нині — село Надлиманське, Одеський район, Одеська область) в родині німців-католиків. Навчався в саратовській католицької семінарії, яку закінчив у 1871 році. 11 березня 1872 року висвячений у священники. Служив у кількох католицьких парафіях німців Поволжя, з 1878 року став викладачем саратовської семінарії. Досконало володів німецькою, російською та французькою мовами.
15 березня 1883 року призначений вікарним єпископом Тираспольської єпархії з центром в Саратові. Єпископська хіротонія відбулася 3 червня 1883 року в храмі святої Катерини у Санкт-Петербурзі, Церр став титулярним єпископом Діоклетианополя.
30 грудня 1889 року папа Лев XIII призначив Церра єпископом Тираспольської єпархії; попередньо кандидатура Церра була схвалена російською владою. Імператор Олександр III дарував Церру дворянський титул та нагородив кількома орденами. Церр став першим тираспольським єпископом, якому російська влада дозволила відвідати Рим і зустрітися з Папою Римським. Близько 1900 року стан здоров'я єпископа різко погіршився, він кілька разів подавав прохання про відставку, яка була задоволена в 1901 році (за іншими даними — в 1902).
Пішовши у відставку, Церр проходив курси лікування у Феодосії, Тифлісі і зміг частково поправити здоров'я. Багато займався науковою роботою та дослідженнями у церковних архівах.
У 1918 році, під час громадянської війни в Росії, чинний тираспольський єпископ Йосип Кесслер був змушений залишити Саратов і перенести резиденцію в Одесу. У цей час Антон Церр надавав йому допомогу, зокрема викладав у семінарії, також евакуйованої з Саратова в Одеський регіон. До 1926 році Церр залишився єдиним, хто залишився на волі католицьким єпископом на території колишнього СРСР, але не мав жодних адміністративних повноважень. Святий Престол планував доручити йому місію висвячення нових єпископів, але суворе і ретельне спостереження за єпископом з боку органів НКВС не дозволило реалізувати план. Однак, Церр не був репресований і помер у 1932 році в селі Кандель (сучасне Лиманське, Роздільнянський район, Одеська область) на волі.